# Zhaozhen (sockenhuvudort i Kina, Shaanxi, lat 34,56, long 108,50)
Zhaozhen (kinesiska: 赵镇) är en sockenhuvudort i Kina. Den ligger i provinsen Shaanxi, i den nordvästra delen av landet, omkring 49 kilometer nordväst om provinshuvudstaden Xi'an. Antalet invånare är 26 901. Befolkningen består av 13 115 kvinnor och 13 786 män. Barn under 15 år utgör 13,0 %, vuxna 15-64 år 75 %, och äldre över 65 år 11,0 %.
Runt Zhaozhen är det tätbefolkat, med 459 invånare per kvadratkilometer. Närmaste större samhälle är Dayang, 18,2 km väster om Zhaozhen. Trakten runt Zhaozhen består till största delen av jordbruksmark.
Genomsnittlig årsnederbörd är 619 millimeter. Den regnigaste månaden är september, med i genomsnitt 142 mm nederbörd, och den torraste är december, med 1 mm nederbörd.